# Biblioteca nazionale

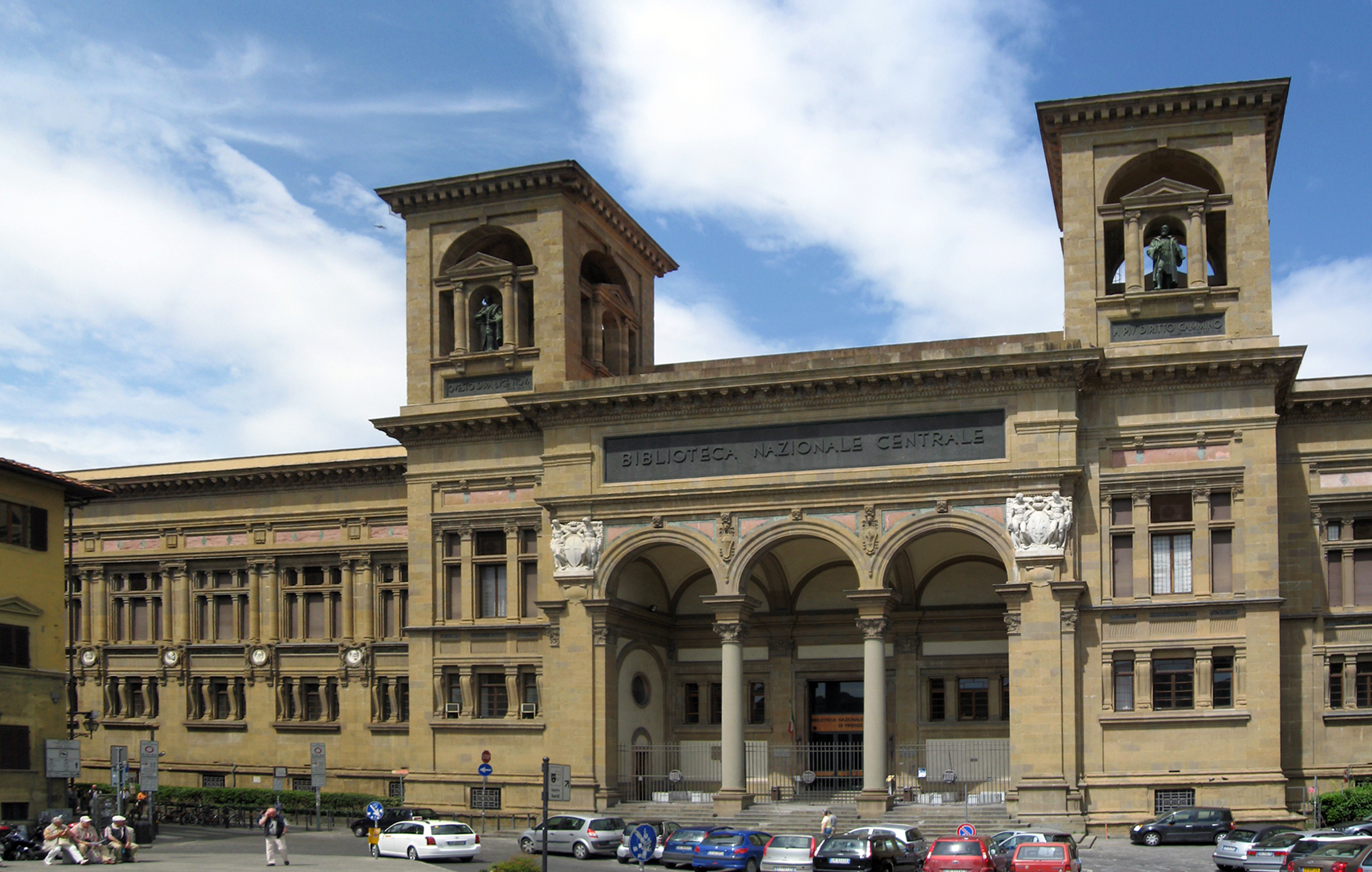
La Biblioteca Nazionale Centrale di Firenze.

Una biblioteca nazionale è una biblioteca creata appositamente dal governo di un Paese con il compito di archiviare e conservare la produzione editoriale nazionale. A differenza delle biblioteche pubbliche, queste permettono raramente ai cittadini di prendere libri in prestito. Spesso raccolgono numerose opere rare, di valore o particolarmente significative. Alcune delle più antiche biblioteche della storia furono biblioteche nazionali: per esempio la Biblioteca di Alessandria fu la biblioteca nazionale dell'Egitto tolemaico.
Le biblioteche nazionali sono di solito notevoli per le loro dimensioni, se raffrontate a quelle delle altre biblioteche dello stesso paese. Alcuni Stati, pur non indipendenti, ma che vogliono preservare la propria specifica cultura, hanno costituito una biblioteca nazionale, con tutte le caratteristiche di questa istituzione, compreso il deposito legale.

## Storia

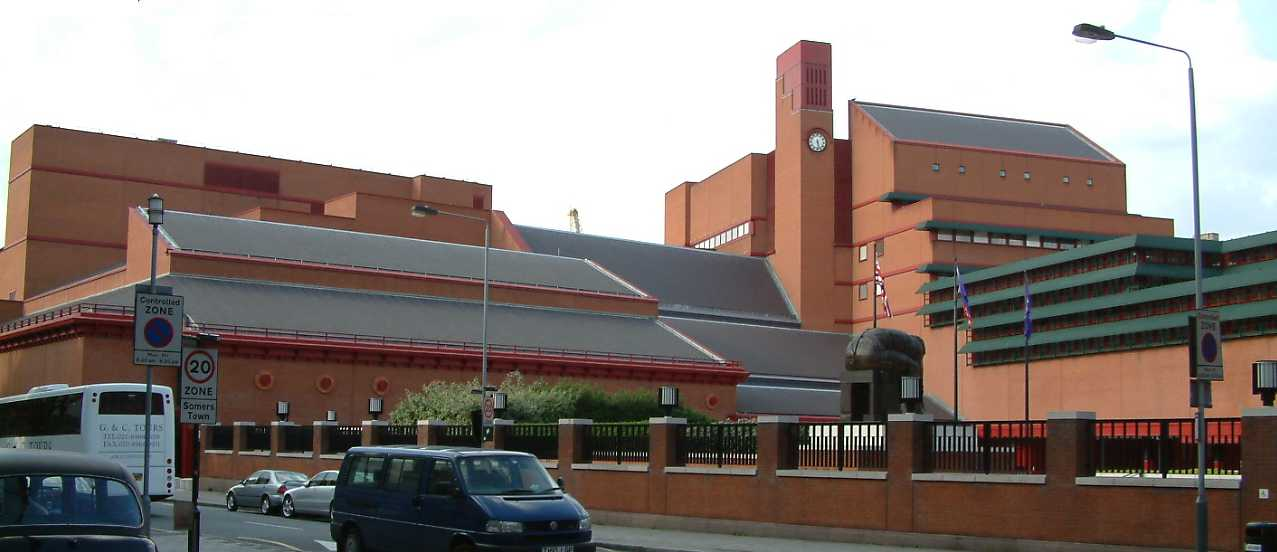
L'edificio principale della British Library (Londra).

Le prime biblioteche nazionali in epoca moderna ebbero origine dalle collezioni reali dei sovrani o di altre personalità dello Stato (un caso esemplare è la Real Biblioteca di Napoli, la cui storia è stata scritta dal suo primo prefetto Juan Andrés). L'idea di biblioteca nazionale, strettamente connessa a quella di biblioteca universale, si sviluppò tuttavia nei secoli più recenti.
Le biblioteche dei principi erano universaleggianti nell'impostazione, ma curavano più la rarità dei testi o la preziosità dei codici, che non il desiderio di soddisfare le necessità degli studiosi. Al contrario, le biblioteche ecclesiastiche erano più indirizzate all'utilità, ma per questo più selettive.
Fu solo nel XVII secolo che la concezione di biblioteca universale si diffuse nuovamente ed ebbe il suo maggior teorico in Gabriel Naudé. Furono costituite in Europa grandi biblioteche aperte al pubblico che avevano in sé le caratteristiche che avrebbero contraddistinto le biblioteche nazionali. Le prime che possono definirsi tali sorsero nel XVIII secolo: la Hofbibliothek di Vienna nel 1726 (ora Österreichische Nationalbibliothek), la British Museum Library a Londra nel 1759 e la Königliche Bibliothek di Berlino nel 1780.
L'enorme diffusione della stampa dal XIX secolo obbligò le biblioteche nazionali a circoscrivere la loro ambizione di universalità al proprio paese e alla propria lingua.

### La situazione italiana
Nell'Italia pre-unitaria i diversi Stati avevano ciascuno una biblioteca con le caratteristiche di biblioteca nazionale. Dopo la costituzione dello Stato unitario, nel 1861, venne deciso di mantenere la definizione di "nazionale" per nove biblioteche, ma solo la Nazionale Centrale di Firenze che era la capitale d'Italia, che aveva diritto al deposito legale per tutto il territorio nazionale, poteva essere considerata tale.
Nel 1876, dopo l'annessione di Roma, su iniziativa di Ruggero Bonghi venne creata una nuova biblioteca nazionale, la Biblioteca Nazionale Centrale di Roma, con le stesse caratteristiche della biblioteca fiorentina. Entrambe le biblioteche assunsero la denominazione di Biblioteca Nazionale Centrale.

## Deposito legale
Il deposito legale è l'obbligo stabilito da molti ordinamenti giuridici ai produttori e distributori di libri e di altri documenti di depositare una o più copie delle proprie pubblicazioni presso particolari organismi depositari che sono obbligati a conservarli e a catalogarli. Tale principio viene applicato in diversi paesi. In Italia è regolato dalla legge 15 aprile 2004, n 106 e successivo regolamento e riguarda libri, opuscoli, pubblicazioni periodiche, carte geografiche e topografiche, atlanti, manifesti e musica a stampa.
Il decreto stabilisce che due copie vadano alle Biblioteche nazionali centrali di Firenze e di Roma, altre due copie alle biblioteche stabilite dalle regioni e dalle province autonome.

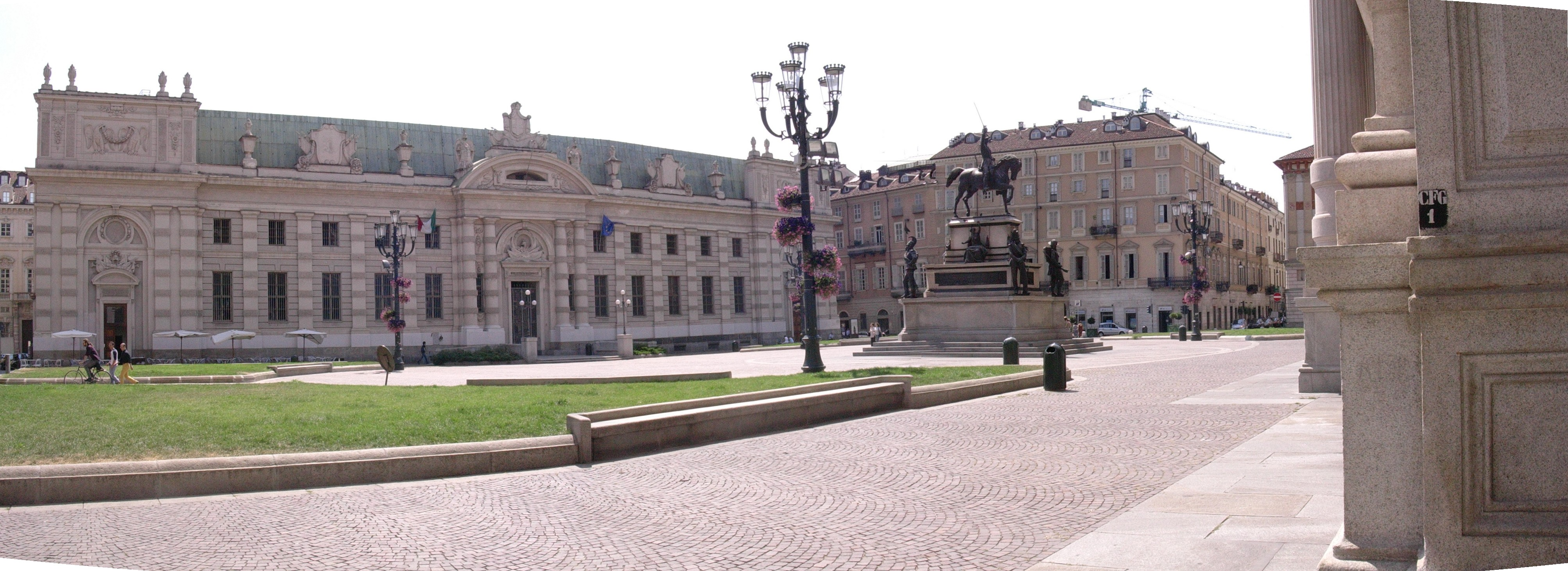
La Biblioteca Nazionale di Torino

## Controllo bibliografico

### L'ambito nazionale
Una delle attività principali di una biblioteca nazionale è di realizzare la parte di controllo bibliografico che riguarda le pubblicazioni di un determinato Paese. La prima parte dell'obiettivo viene normalmente raggiunta attraverso il deposito legale o attraverso programmi come il servizio di catalogazione utilizzato negli Stati Uniti, che permette di catalogare un libro quando è ancora in bozza. Altre biblioteche nazionali offrono servizi simili o impongono pratiche simili a questa.
La seconda parte dell'obiettivo è realizzata attraverso programmi di acquisizione e sviluppo delle raccolte che mirano al mercato librario negli altri Paesi e che si basano su accordi di collaborazione con altre biblioteche nazionali che forniscono lo stesso servizio. Protocolli di scambio e di accesso alle informazioni permettono a questi paesi di leggere gli altri cataloghi e di standardizzare gli ingressi nel catalogo, rendendo più facile per ogni biblioteca nazionale conoscere ogni possibile documento che possa riguardare il proprio Paese.
Per l'Italia il controllo bibliografico è svolto dalla Bibliografia Nazionale Italiana (BNI), che comprende libri, periodici, libri per ragazzi, musica a stampa e tesi di dottorato, curata dalla Biblioteca Nazionale Centrale di Firenze che la pubblica dal 1958.

### L'ambito internazionale
Un altro degli obiettivi principali di molte biblioteche nazionali è rivolto all'interscambio e alla collaborazione verso il controllo bibliografico universale di tutti i libri nel mondo. Questo viene realizzato attraverso gli scambi di informazioni e gli accordi menzionati nella sezione precedente, ma anche sviluppando sistemi standardizzati di classificazione o di regole di catalogazione. La più utilizzata di queste regole è l'International Standard Bibliographic Description o ISBD. Essa viene applicata a libri e periodici, ma ha anche altre versioni come ad esempio ISBD(ER) per le risorse elettroniche e ISBD(A) per il libro antico, che comprende i libri stampati prima dell'era industriale.